# José Reis
José Reis (Rio de Janeiro, 12 de junho de 1907 — São Paulo, 16 de maio de 2002) foi um cientista brasileiro, patologista, médico especializado em divulgação da ciência, editor e escritor. Foi um dos fundadores da Sociedade Brasileira para o Progresso da Ciência (SBPC). José Reis morreu em São Paulo, em 2002, aos 94 anos de idade, vítima de pneumonia.

## Biografia
Nasceu em  Santo Cristo, Rio de Janeiro, no dia  12 de junho de 1907. Décimo-primeiro filho de uma família de treze filhos, estudou no Colégio Pedro II do Rio de Janeiro, onde recebeu o prêmio Pantheon, conferido apenas aos alunos que concluíam o curso com distinção. Em 1925 entrou para a Faculdade Nacional de Medicina, onde se formou em 1930. Fez também curso de patologia no Instituto Oswaldo Cruz, onde ao final do curso obteve a medalha Oswaldo Cruz de ouro, prêmio que nunca chegou a receber por conta da crise financeira passada pelo instituto na ocasião. Especializou-se em virologia.

## Ida para São Paulo
Foi convidado e aceitou se mudar para São Paulo em 1929, para trabalhar com bacteriologia no recém criado (1927) Instituto Biológico, um centro de pesquisas aplicadas do governo estadual. Em sua inúmeras viagens a trabalho, José Reis coletou material suficiente para publicar o livro 'Moléstia das Aves Domésticas", destinado aos produtores sobre doenças aviárias e que teve repercussão em laboratórios dos Estados Unidos e no próprio Instituto Biológico. Pela notoriedade deste trabalho, José Reis recebeu o convite para ser pesquisador na Fundação Rockfeller, em 1935-36, em Nova Iorque. Voltando ao Brasil, dedicou-se a estudar doença das aves (ornitopatologia), terminando por ser nomeado diretor do Biológico. Dedicou-se também a traduzir livros e prospectos em linguagem popular, para tornar acessível o controle de doenças da avicultura aos pequenos produtores rurais.

## Ações na parte administrativa, literária e jornalística
Iniciou suas atividades como divulgador científico ainda nos anos 1930, na antiga revista Chacaras e Quintaes. Em diferentes colunas, ajudava produtores a combater moléstias que afligiam as produções de frango. Por essa contribuição, chegou a ser chamado de "o médico das galinhas". Em 1943, José Reis foi convidado para assumir a direção do Departamento do Serviço Público de São Paulo (DSP), cargo que ocupou por 3 anos. Em 1947 José Reis, que possuía a capacidade de explicar os conceitos da ciência para os leigos, começou uma carreira paralela como jornalista e escritor, com uma coluna de divulgação científica no jornal Folha de S.Paulo, que manteve por 55 anos, até bem perto de morrer. Esta coluna foi distribuída por muitos outros jornais do pais. Ele também militou no jornalismo político, chegando a editor chefe do jornal durante os críticos anos (1962 – 1968) do regime militar.

## Fundação da SBPC
Em 1948, junto com outras personalidades científicas ajudou a criar a Sociedade Brasileira para o Progresso da Ciência ( SBPC), que foi a primeira organização de cientistas que tinha como objetivo caracterizar os pesquisadores como uma classe organizada, desenvolvendo assim um espírito de responsabilidade social. A SBPC buscava ainda articular a ciência enquanto projeto nacional na forma de um ativismo político. Como resultado da criação da SBPC, foi criada a revista Ciência e Cultura, tendo José Reis como fundador e editor chefe.

## Prêmio José Reis e honrarias
Recebeu inúmeros prêmios durante sua vida e virou nome de premiação, o Prêmio José Reis de Divulgação Científica e Tecnológica, instituído pelo Conselho Nacional de Desenvolvimento Científico e Tecnológico em 1978. Nomeia também o Núcleo José Reis de Divulgação Científica, de pesquisa e educação, Escola de Comunicações e Artes da Universidade de São Paulo. 
Em 2018, em reconhecimento à sua obra, José Reis ganhou uma biografia e site com base em acervo na Fiocruz, que está disponível online.